# TSV Gersthofen
Der TSV Gersthofen (Turn- und Sportverein 1909 Gersthofen e. V.) ist ein Sportverein aus der Stadt Gersthofen im bayerisch-schwäbischen Landkreis Augsburg. Er wurde 1909 als Turnverein Gersthofen gegründet und schloss sich 1934 mit dem SV Eintracht Gersthofen zum TSV Gersthofen zusammen. Der Verein besitzt Abteilungen im Alpinsport, Basketball, Boccia, Fußball, Gesundheitssport, Handball, in Karate, in der Leichtathletik und Rhythmischen Sportgymnastik, im Schwimmen, Tischtennis, Turnen und Volleyball. Daneben verfügt der TSV Gersthofen über einen eigenen Spielmannszug.

## Fußball
Die Herrenfußballmannschaft des Vereins gehörte von 1957 bis 1963 der drittklassigen 1. Amateurliga an und wurde in der Saison 1951/52 Bayerischer Pokalmeister. In der Saison 1980/81 nahm der TSV Gersthofen das bisher einzige Mal an der Hauptrunde des DFB-Pokals teil und unterlag in der ersten Hauptrunde dem OSC Bremerhaven in einem Heimspiel mit 0:1. In der Saison 2010/11 gelang durch einen 3:1-Sieg gegen die SpVgg Selbitz der Aufstieg aus der Landesliga Süd in die Bayernliga. Nach zwei Spielzeiten stieg der Verein zum Ende der Saison 2012/13 in die Landesliga und 2015 in die Bezirksliga Schwaben ab.
Seit Oktober 2005 trägt der Verein seine Spiele in der neu errichteten Sportarena aus, die seit 2017 wieder nach dem Hauptsponsor Abenstein Abenstein Arena benannt ist.

### Bekannte Spieler
- İbrahim Aydemir (* 19. Mai 1983 in Augsburg) bis 1992
- Daniel Framberger (* 27. Mai 1990) 2012–2013
- Christian Krieglmeier (* 26. Juni 1979 in Landsberg am Lech) 2008–2012
- Sam de Meester (* 11. Januar 1982 in Ahala, Frankreich) 2008–2009
- Max Reinthaler (* 22. März 1995 in Bozen) 2013–2014
- Mark Römer (* 22. Juni 1975 in Esslingen am Neckar) 2009–2011

## Handball
Die Handballabteilung des TSV 1909, die im Rahmen einer Spielgemeinschaft als SG Augsburg/Gersthofen auftritt, nimmt aktuell mit zwei Herrenmannschaften, einem Damenteam und sieben Nachwuchsmannschaften am Spielbetrieb des Bayerischen Handballverbandes (BHV) teil.

### Erfolge
| - Aufstieg in die Bayernliga (4. Liga) 1981 - Meister Bayerische-Verbandsliga Süd 1981 | - Aufstieg in die Bayerische-Verbandsliga Süd (4. Liga) 1979 - Bayerischer Bezirksliga-Meister (Schwaben) 1979 |